# 探査機

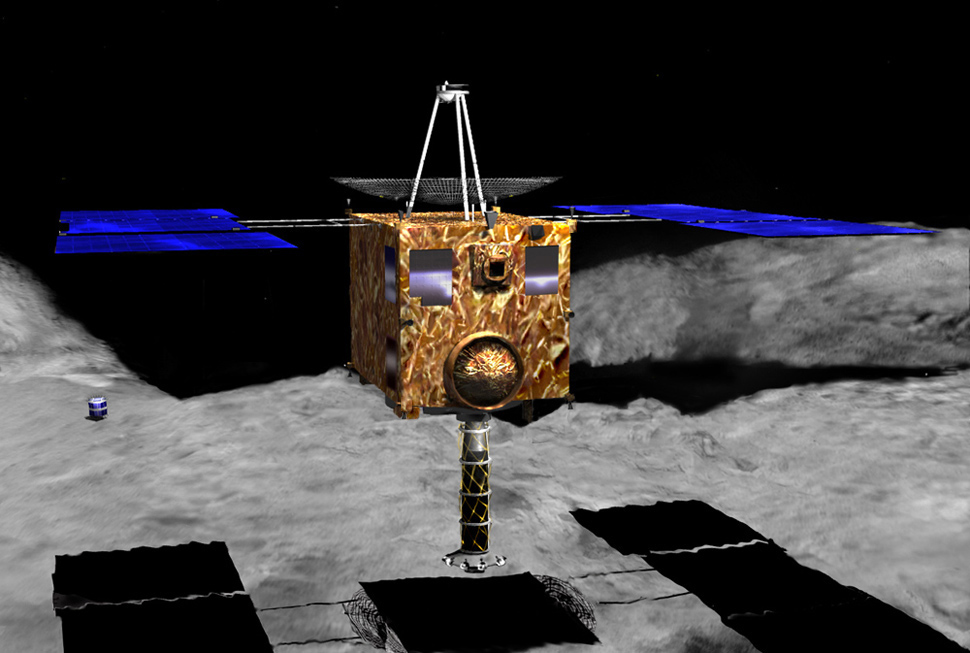
小惑星探査機はやぶさ

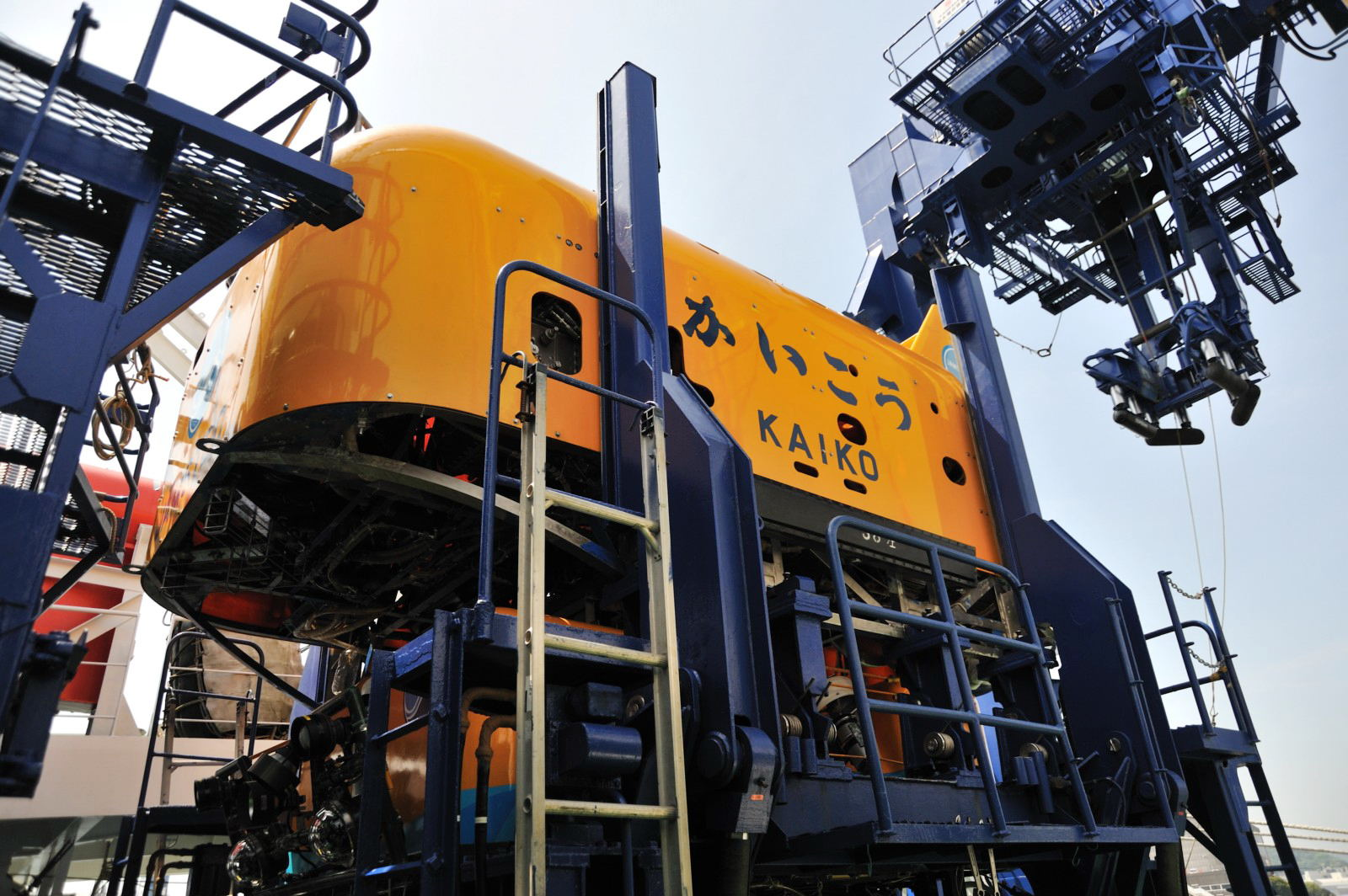
無人海洋探査機かいこう

探査機（たんさき）とは、何らかの現象をその起きている場所にまで移動していって観測し、これを記録する機械装置や、あるいは観測者とともに観測機器を積んだ乗物である。探査方式（有人、無人、曳航）や操作方式（目視、遠隔、自律）による区分けが可能である。

## 概要
探査機は、何らかの調査を広範囲にわたって調べる機械の総称で、移動能力と観測用のセンサーなどを備え、また場合によってはそこから得たデータを分析する能力も持つ。人間が乗るものを「有人探査機」と呼び、自動機器だけで構成されたものを「無人探査機」（→無人機）と呼ぶが、この他にも利用される場所にもよって様々な区分けがあり、その用途によっても機能は様々である。
人間は、その歴史の開闢以来、様々なことを知ろうとしてきた。この理由は好奇心の成せる技であったり、あるいはそれよりもはるかに切実で実利的な理由（「今いる場所・状況より快適な場所が他に無いか」など）であったりと様々であるが、探査機はそういった人間の活動を補助するために、人間自身によって作られた道具の一種である。
有人・無人の区別を別にすれば、探査機には送り出した側に戻るものと、戻らず永遠の彼方に飛び去ってしまうものがある。大抵の場合において後者の「行きっ放し」のタイプは人道的見地から有人探査機で行われることはまず無いが、その一方で観測した情報をデータとして、通信により発進元に送り返す機能を持つ。「帰って来る」種類の探査機では、観測した情報を内部で記録する記憶媒体を備え、帰還後にこの中の情報が分析され、役立てられる。
なお探査機の多くは、人間が直接行って調査できない環境を観測することを主要な仕事としており、有人探査機の場合は内部の人間を外の環境から守る機能も併せ持つが、無人探査機でもそういった苛酷な環境から内部の精密な装置を保護するため、相応の耐久力を必要とし、装甲などによって耐久性を追加させる場合もある。

## 探査機の種類
ラジオゾンデ
広く利用されている高層気象観測の装置で、水素入りゴム風船の浮力によって観測装置を持ち上げる。「ラジオ」の名の通り、電波を使って観測データを送信する機能があるが使い捨てで、いずれは風船のガスが抜け墜落する。外環境から内部装置を守るために発泡スチロールに覆われている。
宇宙探査機
一般に最も探査機としての注目度が高い分野で、ロケットにより宇宙空間や他の天体に向け送り込まれる。有人探査ではいわゆるサンプルリターン（採取した試料を持ち帰ること）などが期待されるが、無人探査機もロボット工学などの発達にも拠り、無人でサンプルリターンを行えるものも登場している。また人工知能などを搭載して探査機自体をロボット化、火星探査では従来の衛星軌道上からの撮影や探査機着陸地点に限定されたバイキング計画より先の、火星表面を実際に探査機が走って横断するマーズ・パスファインダーなども行われている。
無人航空機
単なるラジオコントロール飛行機にカメラなどを搭載して撮影を行うことは古くからしばしば行われたが、無人航空機ではオートパイロットを更に進歩させた自力での飛行機能を備え、危険空域の偵察行動（軍事地域から災害地域まで様々）や農薬の空中作業などといった実際の作業を行うものもあり、こと探査機としてはいつ噴火するか判らない火山の調査などを行う。災害ではレスキューロボット開発の一環として、小型無人航空機による被災者の捜索や被災地域の調査も計画されている。
無人潜水艦
宇宙と並んで、人知がいまだ及ばない世界の筆頭に海中がある。軍事面では無人潜水艦ないし無人潜水艇による掃海任務もあるが、一般では海底調査による資源開発も期待される。
また宇宙探査でもエウロパのように液体の「海」が存在していることが知られている天体もあり、これの探索でも威力を発揮することが期待されている。

このほか学術的な調査の外にも、原子力事故やその他の災害発生時に危険なエリアに投入され、被災現場の調査と被災者の発見・救出を目的とする分野もある。